# Orany
Orany (lit. Varėna) – miasto (10 tys. mieszkańców) w Dzukii na Litwie.
Orany położone były w drugiej połowie XVI wieku w powiecie trockim województwa trockiego.

## Gospodarka
W mieście rozwinął się przemysł młynarski, olejarski, drzewny oraz materiałów budowlanych.

## Historia

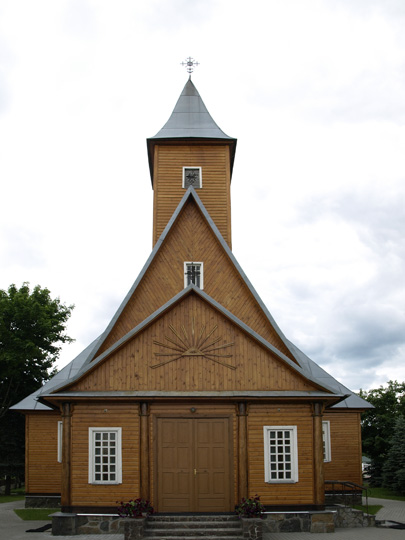
Kościół św. Michała Archanioła z 1933

W latach 80. XVIII wieku w Oranach znajdowała fabryka kart Józefa Perla.
Miasto zostało założone w 1862 roku przy stacji kolejowej Orany linii Kolei Warszawsko-Petersburskiej.
Od 1926 roku w Oranach stacjonował 23 batalion graniczny, który trzy lata później został przemianowany na  batalion KOP „Orany”. W sierpniu 1939 roku batalion sformował dowództwo 134 pułku piechoty.
21 września 1939 roku w Oranach grupa dowodzona przez pułkownika Kazimierza Rybickiego stoczyła walkę z oddziałem pancernym Armii Czerwonej, po czym wycofała się w kierunku Druskiennik.
W mieście znajduje się zabytkowy kościół św. Michała Archanioła, zbudowany w 1933.
Do 1939 roku miasto znajdowało się na obszarze powiatu wileńsko-trockiego ówczesnego województwa wileńskiego, siedziba wiejskiej gminy Orany w Polsce. Po utracie miasta przez Polskę i zakończeniu II wojny światowej, do 1 listopada 1946 z rejonu orańskiego w obecne granice Polski przesiedlono 2,4 tys. Polaków, natomiast ponad 10,4 tys. wciąż pozostawało w rejonie. Współcześnie w Oranach wciąż zamieszkują Polacy, według danych z 2011 stanowiący 5,17% mieszkańców.

## Urodzeni w Oranach
- Stanisław Sztarejko (1895–1976) – pułkownik dyplomowany piechoty Wojska Polskiego,
- Mikalojus Konstantinas Čiurlionis (1875–1911) – litewski kompozytor i malarz,
- Ausra Fridrikas (ur. 1967) – urodzona na Litwie, była austriacka piłkarka ręczna.

## Galeria

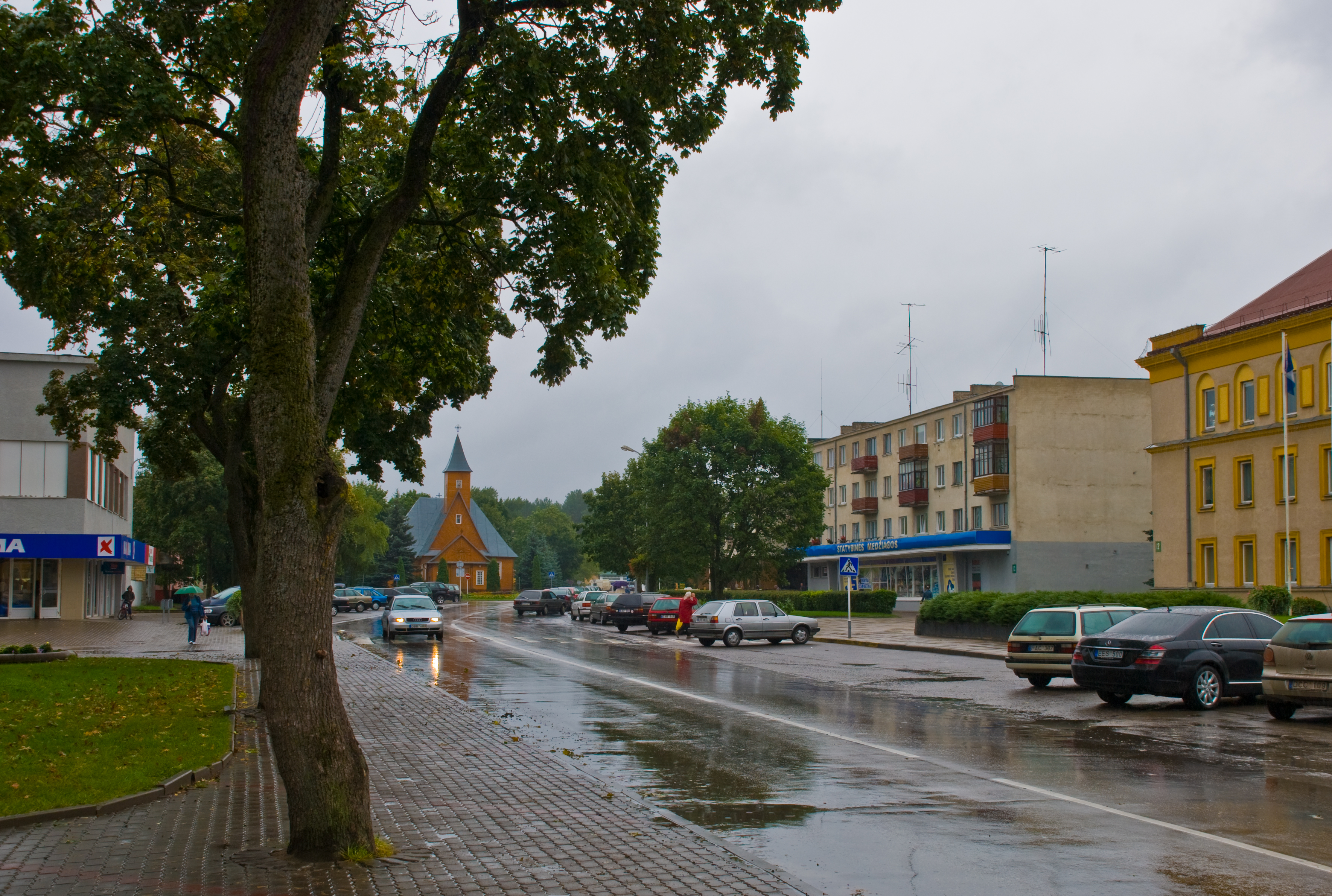
Jedna z ulic miasta
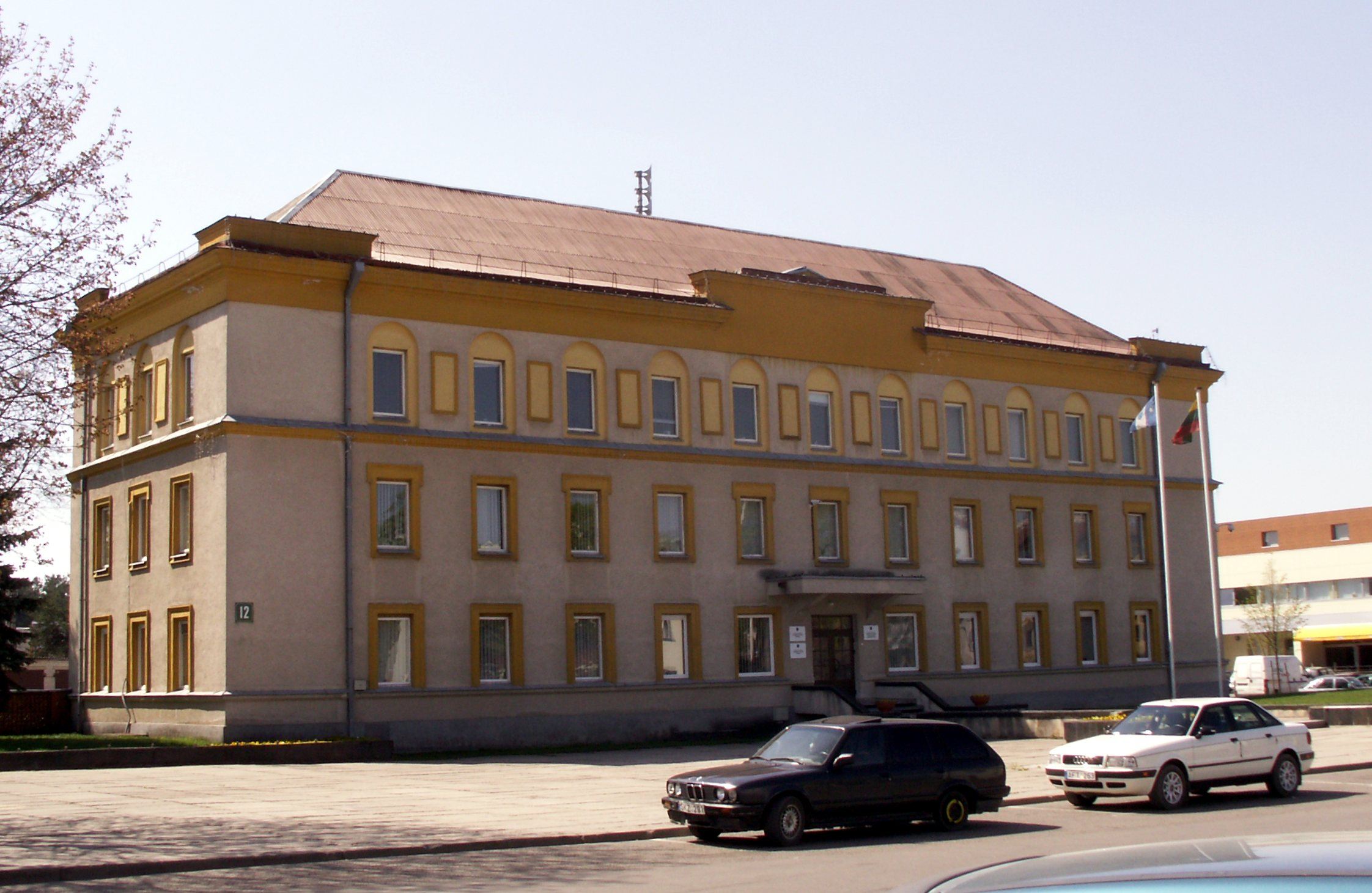
Gmach administracji rejonowej
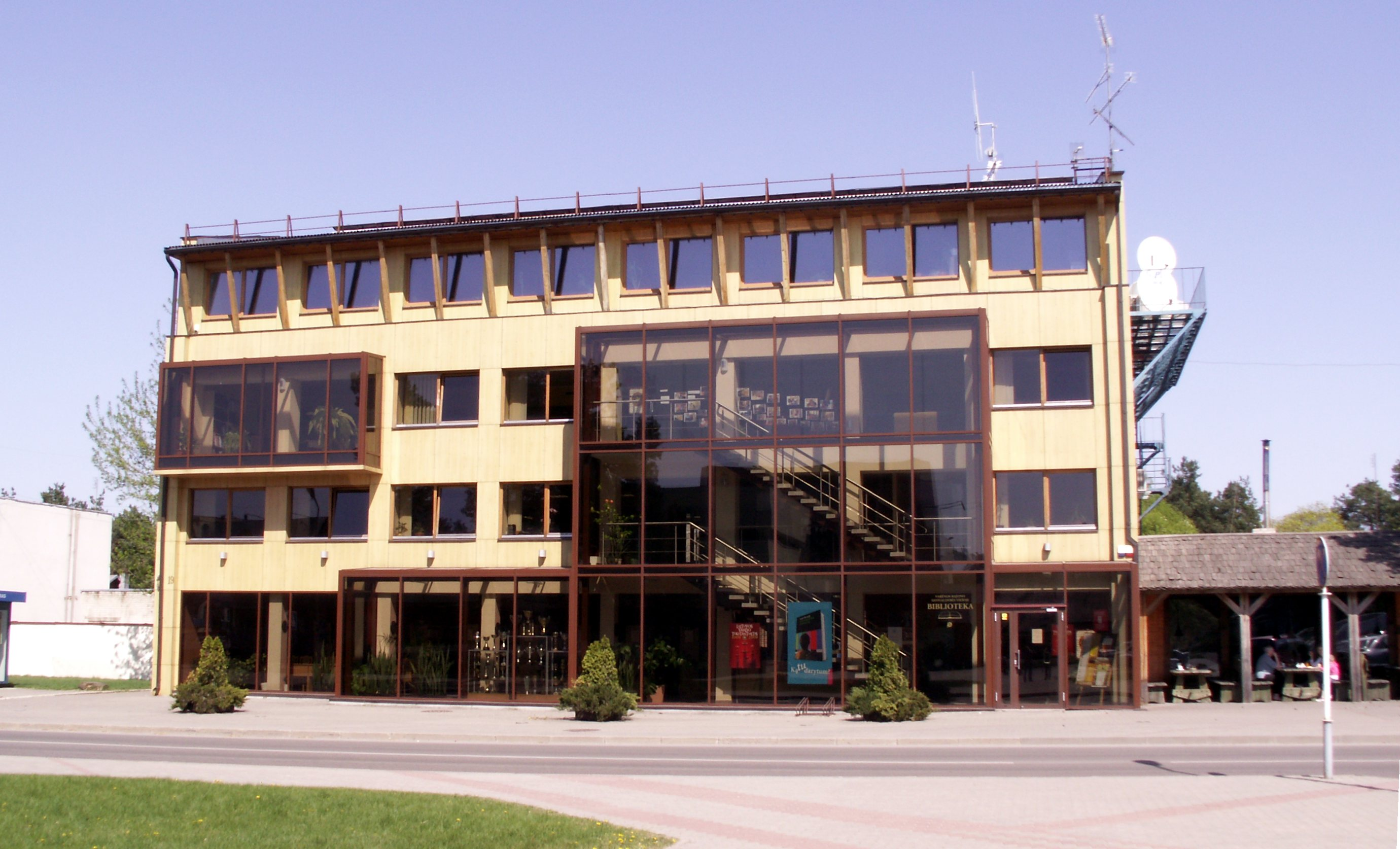
Biblioteka
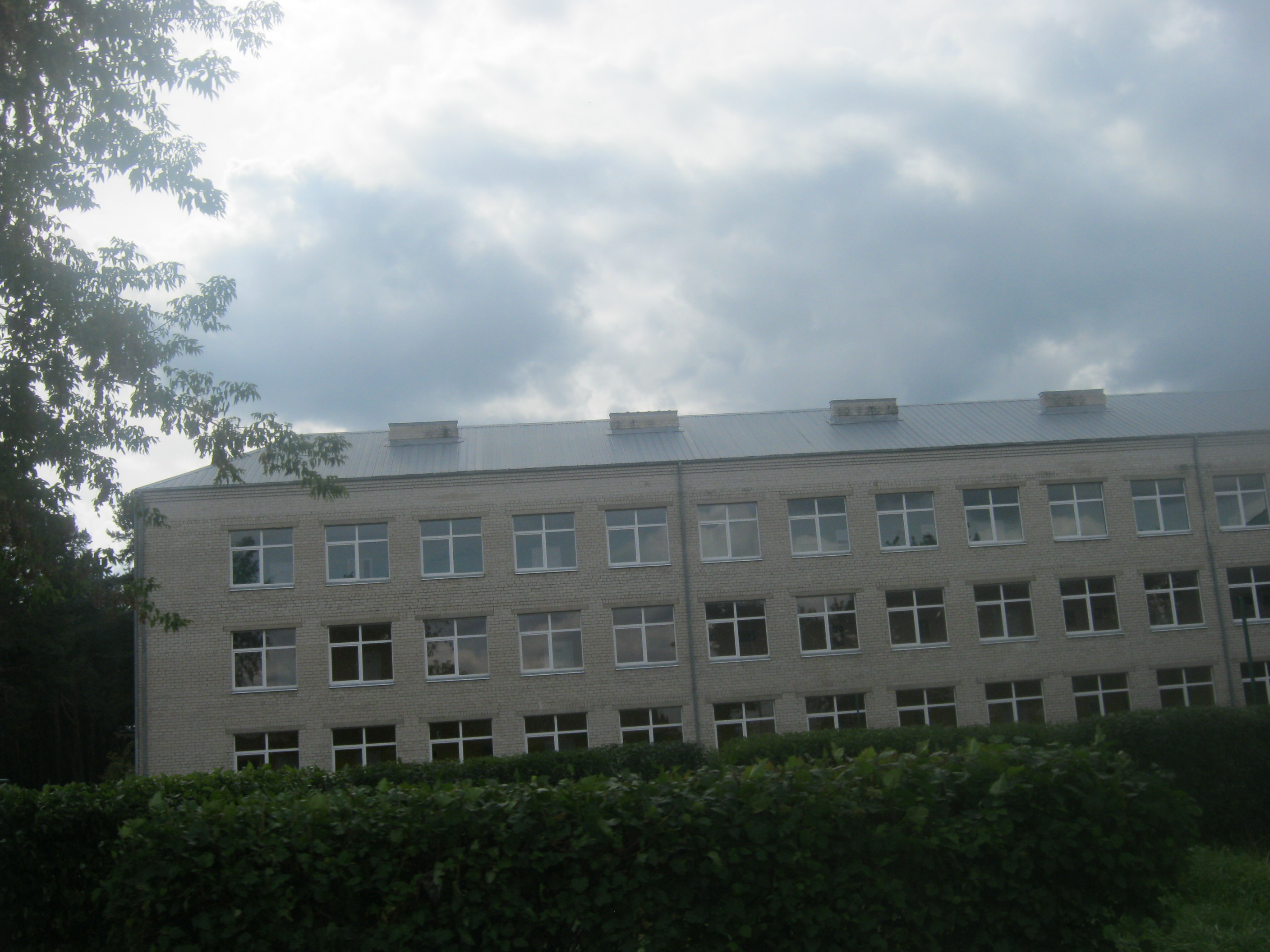
Gimnazjum